# Oreosaurus cephalolineatus
Oreosaurus cephalolineatus — вид ящірок родини гімнофтальмових (Gymnophthalmidae). Ендемік Венесуели.

## Поширення і екологія
Oreosaurus cephalolineatus мешкають в східних передгір'ях гір Кордильєра-де-Мерида. Вони живуть у вологих гірських тропічних лісах, серед опалого листя. Зустрічаються на висоті від 1000 до 1500 м над рівнем моря.

## Збереження
МСОП класифікує цей вид як такий, що перебуває під загрозою зникнення. Oreosaurus cephalolineatus загрожує знищення природного середовища.